# Fil de fer (3D)
Pour les articles homonymes, voir Fil de fer et FDF.

Représentation en fil de fer de trois volumes : un cube, un icosaèdre et une simili-sphère.

Un rendu en fil de fer (FDF) est une représentation visuelle d'un objet en 3D.
On la crée en spécifiant chaque coin de l'objet où deux surfaces continues se rencontrent, ou en reliant les sommets en utilisant des lignes droites.
En utilisant un rendu en fil de fer, on peut apercevoir la structure interne de l'objet 3D. 
Bien que les rendus en fil de fer soient relativement simples et rapides à calculer, ils ne sont utilisés que dans des cas où une grande vitesse de rendu est requise, ou à des fins de débogage.
Son anglicisme Wire (de Wire frame, littéralement « structure filaire ») est très employé dans le milieu professionnel.